# Bartłomiej Szudek
Bartłomiej „Bart” Szudek (ur. 10 marca 1974 w Tczewie) – polski muzyk, kompozytor, gitarzysta i autor tekstów. Szudek działalność artystyczną rozpoczął na początku lat 90. XX w. w zespole Cenotaph. Z zespołem nagrał dwie kasety demo The Time of Eternal Death (1992) i Empire of Sin (1994). Następnie występował w formacji Damnation. Pod koniec 2000 roku jako drugi gitarzysta dołączył do grupy Azarath. Od 2013 roku występuje także w zespole Armagedon, w którym zastąpił Rafała Karwowskiego. 

## Dyskografia
| Damnation - Reborn... (1995, Pagan Records) - Rebel Souls (1996, Last Epitaph) - And the Forests Dream Eternally/Forbidden Spaces (1997, Split z Behemoth, Last Episode) - Coronation (EP, 1997, Last Episode) - Promo 1998 (Demo, 1998, wydanie własne) - Resist (2000, Dark Realm, Cudgel Records, Metal Mind) - Demonstration of Evil (Kompilacja, 2003, Time Before Time) - Resurrection of Azarath (Kompilacja, 2003, Conquer Records) |  | Cenotaph - The Time of Eternal Death (1992, demo, Bestial Records) - Empire of Sin (1994, demo, wydanie własne) Azarath - Demon Seed (2001, Pagan Records) - Infernal Blasting (2003, Pagan Records) - Diabolic Impious Evil (2006, Pagan Records) - Praise the Beast (2009, Agonia Records) - Holy Possession (2011, EP, Witching Hour Productions) - Blasphemers' Maledictions (2011, Witching Hour Productions) |